# Öja distrikt, Gotland
Öja distrikt är ett distrikt i Gotlands kommun och Gotlands län. 
Distriktet ligger på sydligaste delen av Gotland.

## Tidigare administrativ tillhörighet
Distriktet inrättades 2016 och utgörs av socknen Öja.
Området motsvarar den omfattning Öja församling hade vid årsskiftet 1999/2000.